# 봅슬레이
봅슬레이(bobsleigh), 봅슬레드(bobsled) 또는 봅슬레지(bobsledge)는 특수 고안된 썰매 형태의 원통형 기구를 타고 얼음으로 덮여있는 좁고 구불구불하며 경사진 트랙을 중력을 이용해 빠르게 미끄러져 내려가면서 골인하는데까지 걸린 시간을 겨루는 겨울 스포츠이다.

국제 봅슬레이 대회는 국제 봅슬레이 스켈레톤 연맹(FIBT/IBSF)이 주관하며, 각국의 국내 경기는 대한 봅슬레이 스켈레톤 경기 연맹과 같은 국가별 연맹에서 주관한다. 대한민국의 대표 연맹은 대한 봅슬레이 스켈레톤 경기 연맹이다.
봅슬레이 경기에서 선수들은 130–140 km/h의 속도로 하강하며, 최고 속도는 150 km/h에 달한다. 현재 공인된 최고 속도는 2009년 2월 라트비아 팀이 기록한 시속 152.68 km/h이다.

## 역사

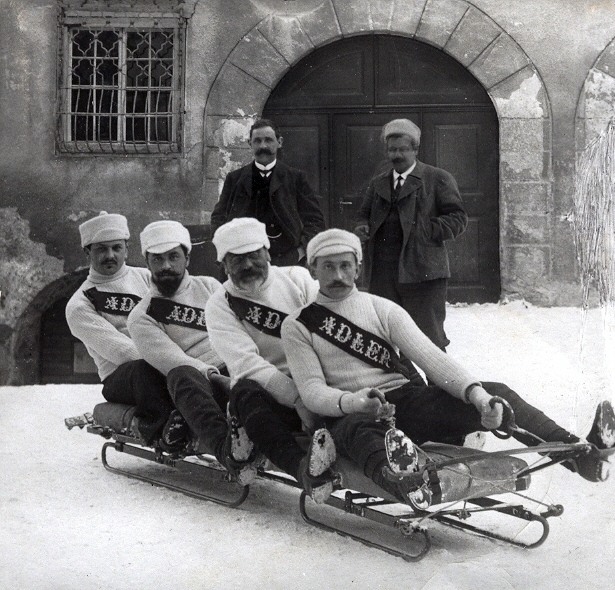
1910년 다보스 출신의 봅슬레이 팀.

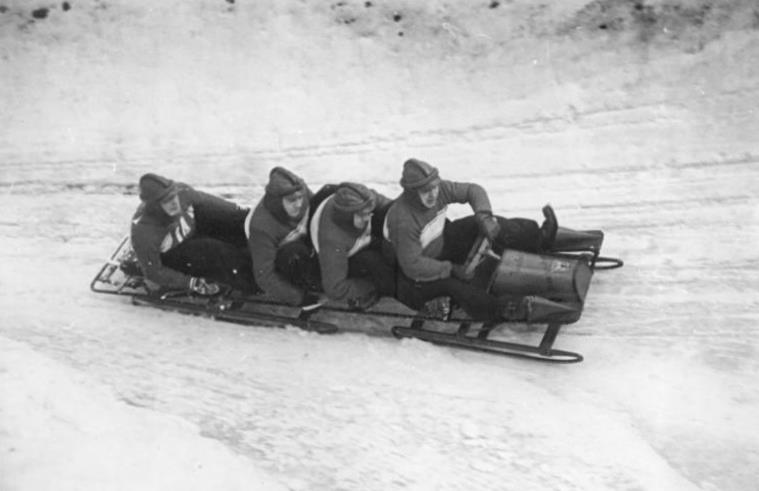
1951년 동독의 봅슬레이 팀.

예로부터 지구 북반구에 위치한 나라들에서는 눈이나 얼음 위에서 썰매를 타는 것이 일반적인 놀이였는데, 봅슬레이는 여기에서 유래한 현대 스포츠이다. 봅슬레이에서 사용되는 원통형 기구의 원형은 두 개의 썰매를 연결한 뒤 앞쪽에 방향조절 장치를 추가하여 탔던 것에서 비롯되었다.
최초의 비공식 경기는 눈 덮인 길을 트랙으로 사용해 치러졌다. 최초의 공식 경기는 1884년 스위스 장크트모리츠에서 열렸다. 최초의 트랙이 어떤 형태였는지는 현재 정확한 자료가 남아있지 않다. 최초의 1897년 클럽이 조직되었고 1902년에는 최초의 봅슬레이 전용 트랙이 장크트모리츠에 만들어졌다. 최초에 일직선이었던 트랙에는 시간이 지나면서 점차 곡선 주로가 있는 구불구불한 형태로 발전하였다. 나무로 만들어졌던 트랙은 유선형의 섬유유리와 금속 재질로 바뀌었다.
1923년 국제 봅슬레이 스켈레톤 연맹(FIBT/IBSF)이 창설되었다. 봅슬레이가 정식 종목으로 채택된 최초의 올림픽인 1924년 동계 올림픽에서 남자 4인 경기가 선보였으며, 1932년에는 남자 2인 경기가 추가되었다. 1960년 동계 올림픽에서는 일시적으로 정식 종목에서 제외되기도 하였으나, 그 이후로는 모든 동계 올림픽에서 정식 종목으로 채택되었다. 여자 봅슬레이 대회는 1990년 초에 시작되었으며, 2002년 동계 올림픽에서 최초로 여자 2인 경기가 채택되었다. 현재 봅슬레이 대회는 미국, 유럽, 그리고 월드 컵 챔피언십이 있다.
스위스와 독일이 각 챔피언십 대회 및 동계 올림픽에서 가장 뛰어난 성적을 보이는 나라들이다. 스위스는 동계 올림픽 봅슬레이 메달 순위에서 항상 1위를 차지했으며, 1990년부터는 독일이 국제 대회에서 가장 앞선 기량을 보여왔다. 이탈리아, 오스트리아, 미국, 캐나다도 전통적인 봅슬레이 강국이다.

## 같이 보기
- 루지
- 스켈레톤